# Buccinum kadiakense
Buccinum kadiakense är en snäckart som beskrevs av Dall 1907. Buccinum kadiakense ingår i släktet Buccinum och familjen valthornssnäckor. Inga underarter finns listade i Catalogue of Life.